# Harts

Harts, 1844

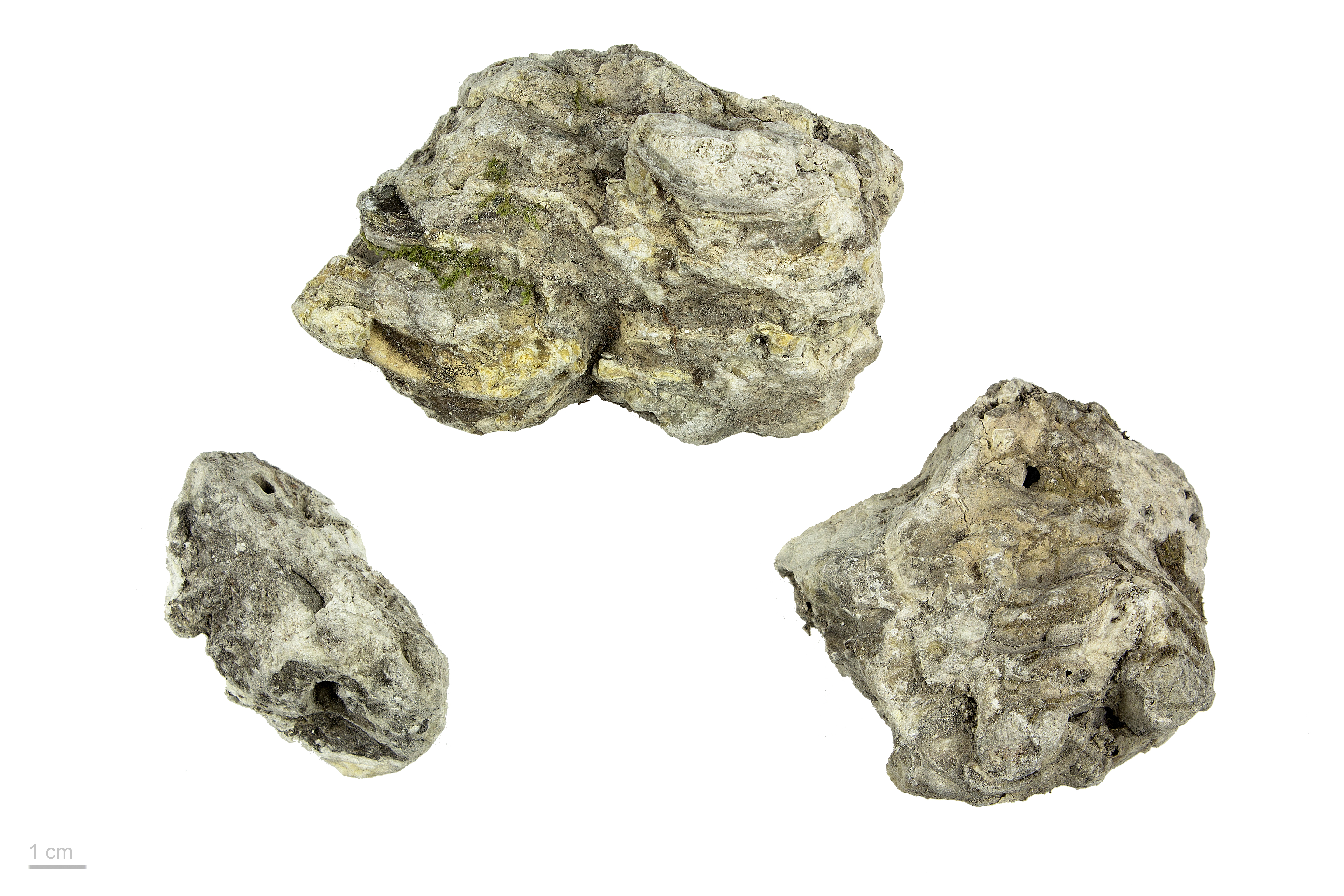
Torkad harts från en växt av släktet Protium.

Harts (från tyskans Harz, harts eller kåda) är ett samlingsnamn för sekret från olika växter, typiskt från barrträd. Harts består av naturliga organiska ämnen (naturharts) men kan också framställas på konstgjord väg (konstharts eller syntetharts).

## Naturharts
Naturharts (ofta bara "harts") består av kåda, det vill säga olika typer av safter som rinner ur träd och torkar till en mjuk eller fast massa. Harts kan också syfta på de hartsämnen som finns i dessa massor, eller förekommer i andra växter.
Harts används i samband med stråkinstrument för att få stråken sträv genom att hartset dras mot stråkens tagel. I pulverform används det även bland annat av balettdansare för att balettskorna ska få bättre fäste och inte halka på golvet, liksom av tyngdlyftare och cirkusartister för bättre handfäste.
Två historiskt omtalade hartser från träd är myrra och olibanum, som man gör den bästa rökelsen av. Av hartset schellack har man bland annat tillverkat lack och grammofonskivor, de s.k. stenkakorna.
Harts är även en viktig fluss vid lödning med tenn.

### Terminologi
På många andra språk skiljer man, till skillnad från i svenskan, inte terminologimässigt på kåda (det som utsöndras från träden) och harts (produkten av utsöndringen, eventuellt efter stelning, ofta med andemeningen att den är tekniskt användbar). Exempelvis kallas båda på engelska för resin och på tyska för Harz. Däremot är termerna för hartser från specifika växtarter eller specifika hartsprodukter, såsom kolofonium, i grunden gemensamma i många språk.
Harts kan även avse liknande ämnen som inte kommer från träd, eller från växter som utsöndrar någon kådaliknande substans. Till exempel kommer både humleblommornas och svarta vinbärsbladens väldoft sig av hartsämnen.

## Konstharts
Konstharts eller syntetharts (engelska synthetic resin, tyska Kunstharz) är konstgjorda ämnen som liknar naturhartserna i egenskaper. Exempel på konstharts är akrylharts och epoxiharts.
Begreppet konstharts användes i början och mitten av 1900-talet närmast synonymt med ordet "plast". Från slutet av 1900-talet avses oftast en snävare kategori av syntetiska polymerer. Ibland ses det dock i beskrivningar av konsumentprodukter som en eufemism för plast.